# Grosvenor Chapel
La chapelle Grosvenor, en anglais Grosvenor Chapel, est une église située dans la cité de Westminster, à Londres. 

## Situation et accès
L’église est située au no 24 de South Audley Street, dans le quartier de Mayfair.
Le site est desservi par la ligne  Central à la station de métro Marble Arch. 

## Origine du nom
L’église doit son nom à la famille Grosvenor (dont le nom vient du français « grand veneur »). Elle était connue, à l’origine, sous l’appellation Audley Chapel.

## Historique

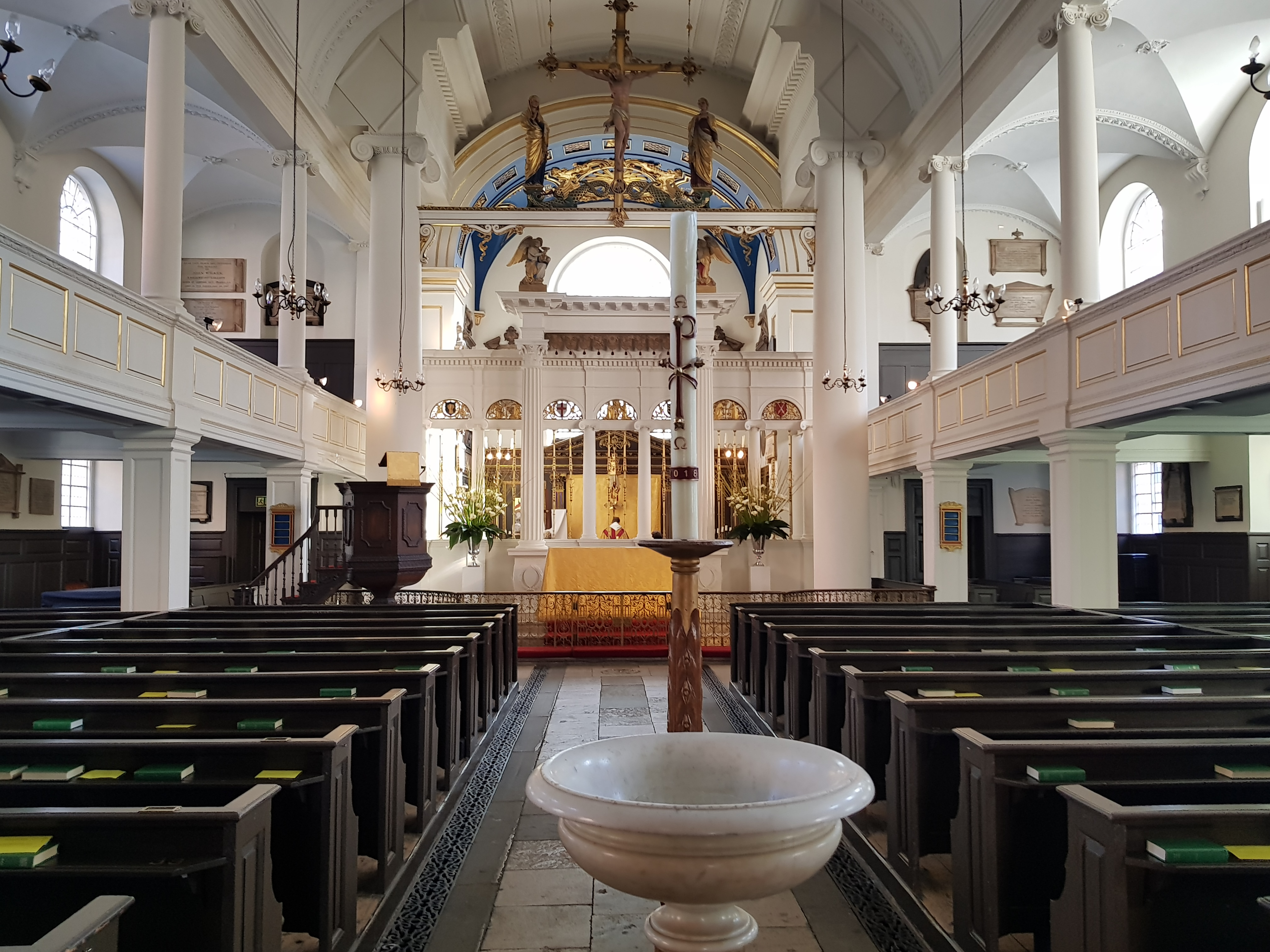
Vue de l’intérieur.

Entre 1720 et 1740, le terrain compris entre Regent Street et Park Lane est aménagé par la famille Grosvenor, qui l’a acquis par mariage en 1677. Cet aménagement  entraîne un afflux de population, qui nécessite la construction de lieux de culte.
La première pierre de la chapelle est posée le 7 avril 1730 par Richard Grosvenor, grand propriétaire terrien. L’église est construite par une équipe composée des charpentiers Benjamin Timbrell et Robert Scott et du maçon William Barlow. Elle est terminée et ouverte en avril 1731.
L’intérieur est redessiné en 1912 par l’architecte John Ninian Comper.
Pendant la Seconde Guerre mondiale, les forces armées américaines y tiennent leur propre office dominical.
L’église est jumelée à Grace Church de New York.

## Description

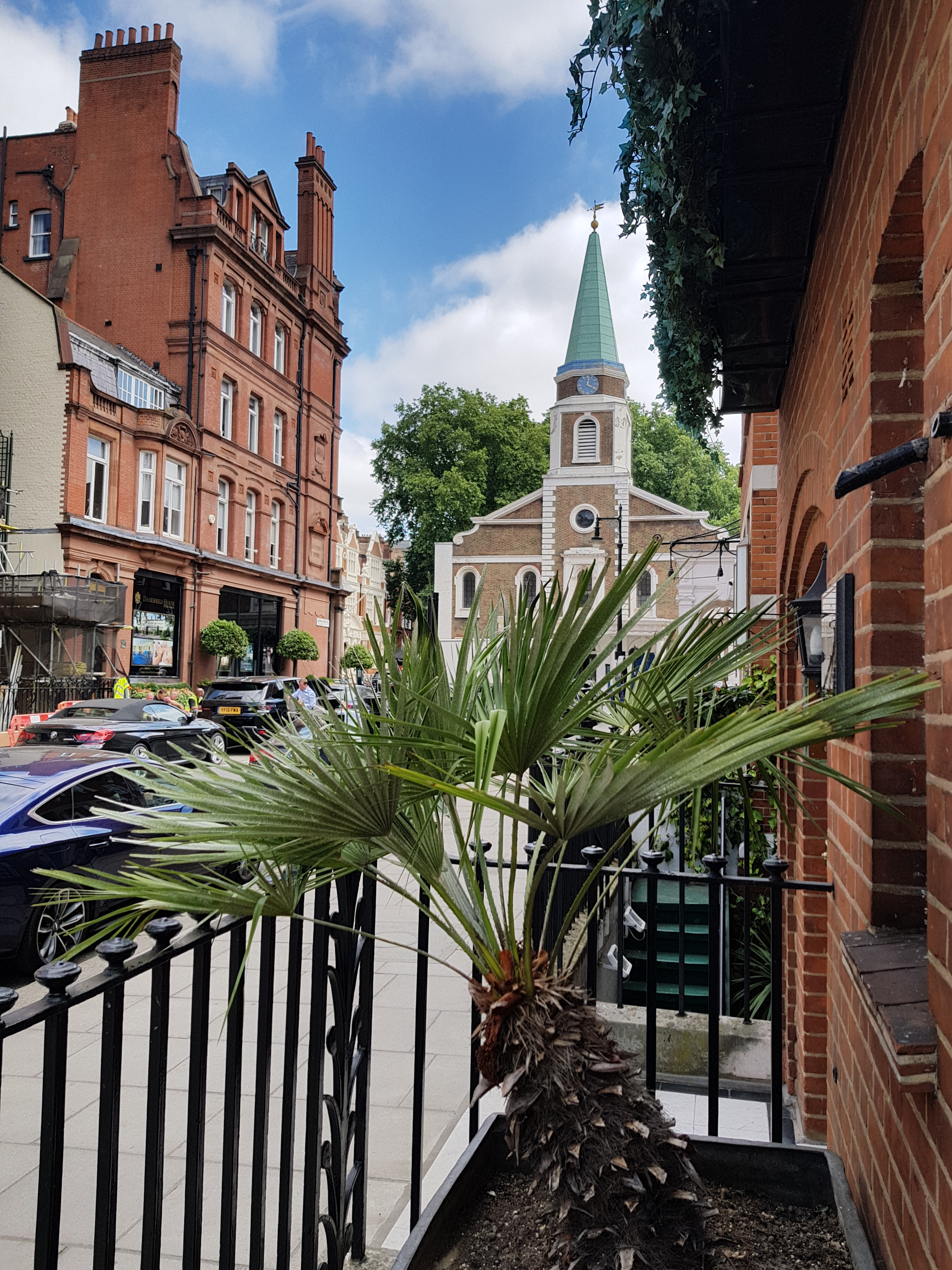
Vue de Aldford Street.

Plusieurs auteurs soulignent la ressemblance entre Grosvenor Chapel et les petites églises de la Nouvelle-Angleterre.

## Au cinéma
La scène du mariage au début de Love Actually, film de Richard Curtis sorti en 2003, est tournée dans l’église. 